# Sawpit
Sawpit – miasto w Stanach Zjednoczonych, w stanie Kolorado, w hrabstwie San Miguel.